# TITUS (projet)
Pour les articles homonymes, voir Titus.
 (mars 2018).
Si vous disposez d'ouvrages ou d'articles de référence ou si vous connaissez des sites web de qualité traitant du thème abordé ici, merci de compléter l'article en donnant les références utiles à sa vérifiabilité et en les liant à la section « Notes et références ».
TITUS (Thesaurus Indogermanischer Text- und Sprachmaterialien en allemand) est un projet de thésaurus de textes et discours indo-germanique, organisé par l’université Johann Wolfgang Goethe de Francfort et dirigé par le professeur Dr. Jost Gippert. Son but est de collecter des informations concernant les langues indo-européennes et d’améliorer la collaboration entre les chercheurs. Il facilite le recherche assisté par ordinateur, la compilation de dictionnaire, la compilation de listes de mots et donne accès à plusieurs outils d’analyses linguistiques. Tous les participants ont accès aux corpus et certains fichiers sont accessibles aux visiteurs.